# Mohamed Abdelkrim Benhakkoum
Mohamed Abdelkrim Benhakkoum, né en 1945, est un homme politique algérien. Membre du Front de libération nationale, il fut député de la deuxième circonscription électorale de la wilaya d'Adrar.